# Agrotis atricentrica
Agrotis atricentrica là một loài bướm đêm trong họ Noctuidae.